# Prothallium

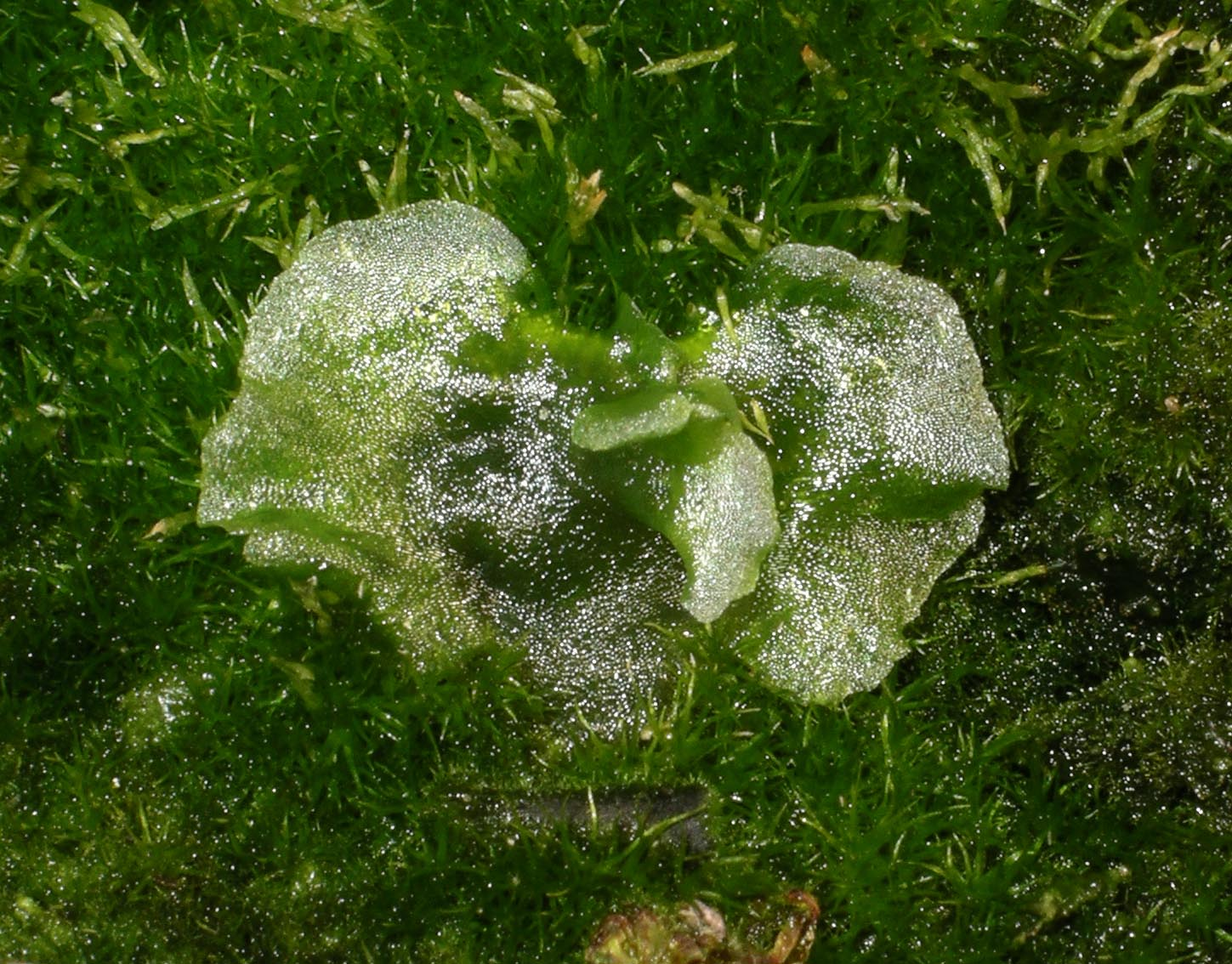
Prothallium des Baumfarns Dicksonia antarctica

Als Prothallium (von lateinisch pro ‚vor‘ und griechisch θαλλός thallos ‚Spross‘) bezeichnet man in der Botanik den haploiden Gametophyten der Farne und der Bärlapppflanzen. Es repräsentiert eine der beiden Generationen in dem diplohaplontischen Generationswechsel dieser Pflanzen. Im Vergleich zu dem Sporophyten, der „eigentlichen“ Pflanze, ist es klein, unscheinbar, meist kurzlebig und verborgen. Seine Funktion besteht darin, Gameten zu bilden und so die geschlechtliche Fortpflanzung zu ermöglichen.

## Erscheinungsformen des Prothalliums
Im häufigsten Fall – bei den Echten Farnen – ist das Prothallium ein flächiger, oft herzförmiger grüner Thallus mit einem Durchmesser von höchstens einigen Zentimetern, der auf dem Erdboden liegt und mit einzelligen Rhizoiden in diesem verankert ist. Das Prothallium der Schachtelhalmgewächse, die heute trotz des ganz anderen Habitus des Sporophyten zu den Farnen gerechnet werden, ähnelt dem der Echten Farne, ist aber stark lappig verzweigt. Dagegen sind die zylindrischen Prothallien der Natternzungengewächse und Gabelblattgewächse chlorophyllfrei, wachsen unterirdisch und werden von Mykorrhizapilzen ernährt. Das gilt ebenso für die knöllchenförmigen Prothallien der Bärlappgewächse, die nicht zu den Farnen gehören, aber mit ihnen verwandt sind und einen übereinstimmenden Lebenszyklus aufweisen. Für die Bärlappgewächse ist zudem ein sehr langsamer Ablauf dieses unterirdischen Lebensabschnitts kennzeichnend: Während bei den Echten Farnen das Prothallium schon nach wenigen Wochen abstirbt, macht bei den Bärlappgewächsen schon die Spore eine sechs- bis siebenjährige Keimruhe durch, dem eine weitere Ruhephase in einem fünfzelligen Stadium folgt. Erst nach dem Eindringen eines Mykorrhizapilzes in eine seiner Zellen entwickelt es sich weiter, und die Geschlechtsreife erreicht es erst nach 12 bis 15 Jahren. Einen anderen Trend zeigen die Schwimmfarngewächse und die den Bärlappgewächsen nahestehenden Moosfarne und Brachsenkräuter, bei denen vor allem der männliche Gametophyt stark reduziert ist und weitgehend in der Spore verbleibt, sodass kein frei lebendes Prothallium mehr auftritt.

## Der Generationswechsel bei den Echten Farnen
Farne sind allgemein bekannt als in unseren Breiten häufig buschige, mit mehr oder weniger langen Blättern („Farnwedeln“) ausgestattete Pflanzen, die an der Unterseite ihrer Blätter gelegentlich punktförmige oder in Streifen angeordnete Sporangien aufweisen, aus denen sie Sporen freisetzen; Sporen sind eine ungeschlechtliche Form der Vermehrung. Weniger auffällig ist hingegen der Generationswechsel der Farne: Die allgemein bekannte Erscheinungsform der Farnpflanzen ist der Sporophyt (die Sporen produzierende Pflanze). Die Sporen keimen jedoch nicht zu neuen Sporophyten aus (also nicht zu den „Farnwedel-Pflanzen“), sondern zu den unscheinbaren Gametophyten (= Prothallien), d. h. zu einer Gameten (Geschlechtszellen, Keimzellen) produzierenden Pflanze.
Prothallien verankern sich im Boden mit Rhizoiden. Auf der Unterseite der meist flächigen Prothallien entwickeln sich sodann Gametangien, in denen die Gameten gebildet werden: In meist kugeligen Antheridien entstehen männliche Keimzellen, die Spermatozoide, in eher flaschenförmigen Archegonien die Eizellen.
Bei fast allen Farnarten sind Antheridien und Archegonien auf dem gleichen Prothallium vorhanden (einhäusige Farne), nur bei Platyzoma (Gleicheniaceae) sind sie auf unterschiedlichen Prothallien (zweihäusige Farne); bei einigen Farnen tritt diese Geschlechtertrennung bereits bei den Sporangien auf (isospore vs. heterospore Farne).
Wenn die Spermatozoide aus den Antheridien freigesetzt werden, schwimmen sie – ähnlich den Spermien bei Tieren – mit Hilfe ihrer Geißeln zu einem Archegonium; die Fortbewegung und somit die Befruchtung der Eizelle kann also nur in Anwesenheit von tropfbarem Wasser erfolgen. Aus der befruchteten Eizelle (Zygote) erwächst dann die bekannte Farnpflanze mit ihren charakteristischen Wedeln, der Sporophyt.
Eine Selbstbefruchtung wird in der Regel dadurch verhindert, dass die Antheridien schon in einem frühen Entwicklungsstadium gebildet werden und Spermatozoiden freisetzen, während die Archegonien desselben Prothalliums erst entstehen, wenn durch Photosynthese reichlich Reservestoffe eingelagert wurden (Proterandrie).

## Belege
1. ↑  Dietrich von Denffer, Friedrich Ehrendorfer, Karl Mägdefrau, Hubert Ziegler: Lehrbuch der Botanik. 31. Auflage, Gustav Fischer Verlag, Stuttgart / New York 1978, S. 661, 688.
2. ↑  Joachim W. Kadereit, Christian Körner, Benedikt Kost, Uwe Sonnewald: Strasburger Lehrbuch der Pflanzenwissenschaften. Springer Spektrum, Berlin/Heidelberg 2014, S. 630.
3. ↑  Dietrich von Denffer, Friedrich Ehrendorfer, Karl Mägdefrau, Hubert Ziegler: Lehrbuch der Botanik. 31. Auflage, Gustav Fischer Verlag, Stuttgart / New York 1978, S. 683f.
4. ↑  Joachim W. Kadereit, Christian Körner, Benedikt Kost, Uwe Sonnewald: Strasburger Lehrbuch der Pflanzenwissenschaften. Springer Spektrum, Berlin/Heidelberg 2014, S. 623f.
5. ↑  Dietrich von Denffer, Friedrich Ehrendorfer, Karl Mägdefrau, Hubert Ziegler: Lehrbuch der Botanik. 31. Auflage, Gustav Fischer Verlag, Stuttgart / New York 1978, S. 668.
6. ↑  Dietrich von Denffer, Friedrich Ehrendorfer, Karl Mägdefrau, Hubert Ziegler: Lehrbuch der Botanik. 31. Auflage, Gustav Fischer Verlag, Stuttgart / New York 1978, S. 696f.
7. ↑  Matthias Baltisberger, Reto Nyffeler und Alex Widmer: Systematische Botanik. 4. Auflage, vdf Hochschulverlag, Zürich 2013, ISBN 978-3-7281-3525-4, S. 43.
8. ↑  Dietrich von Denffer, Friedrich Ehrendorfer, Karl Mägdefrau, Hubert Ziegler: Lehrbuch der Botanik. 31. Auflage, Gustav Fischer Verlag, Stuttgart / New York 1978, S. 688.